# Wheatcroft (motorfiets)
Wheatcroft is een Brits historisch merk van motorfietsen.
De bedrijfsnaam was New Era Engineering Co., Coventry.
Wheatcroft was een Engels merk dat alleen in 1924 motorfietsen bouwde. Het betrof de opvolger van het merk New Era uit Liverpool. De Wheatcroft-machines hadden inbouwmotoren die elders werden ingekocht: 318cc-Dalm-tweetaktmotoren of 546cc-Blackburne-zijkleppers.